# كوردناب (غوزل درة)
کوردناب (بالفارسية: کردناب) هي قرية تقع في إيران في قسم غوزل درة الریفي. يقدر عدد سكانها بـ 230 نسمة بحسب إحصاء 2016.